# Liste der Landkreise in Ostpreußen
Die Liste der Landkreise in Ostpreußen verzeichnet die bis 1945 bestehenden Kreise/Landkreise in Ostpreußen.

## Vorgeschichte
Das 1525 gegründete Herzogtum Preußen war in die drei „Kreise“ Samland, Natangen und Oberland eingeteilt, die wiederum aus Hauptämtern bestanden. Die Kreise dienten hauptsächlich ständischen Angelegenheiten; bedeutsamer für die allgemeine Verwaltung waren die Hauptämter.

Die Verwaltungsgliederung von Ostpreußen, Stand 1773. Der vormals ostpreußische Kreis Marienwerder ist nunmehr Westpreußen zugeteilt.

Das Herzogtum Preußen, ab 1701 „Königreich Preußen“, war neben der Mark Brandenburg einer der Hauptbestandteile Brandenburg-Preußens, das im 18. Jahrhundert zum Staat Preußen wurde. König Friedrich II. gliederte Preußen 1752 nach brandenburgischem Vorbild in landrätliche Kreise, wobei jeweils mehrere der alten Hauptämter zu einem Kreis zusammengefasst wurden. Dabei entstanden die folgenden Kreise:
1. Kreis Schaaken, gebildet aus den Hauptämtern Fischhausen, Schaaken und Neuhausen
2. Kreis Tapiau, gebildet aus den Hauptämtern Labiau, Tapiau und Taplacken
3. Kreis Insterburg, gebildet aus den Hauptämtern Insterburg, Ragnit, Tilsit und Memel
4. Kreis Brandenburg gebildet aus den Hauptämtern Brandenburg, Balga und Preußisch Eylau
5. Kreis Rastenburg, gebildet aus den Hauptämtern Bartenstein, Rastenburg und Barten sowie dem Erbamt Gerdauen
6. Kreis Seehesten, gebildet aus den Hauptämtern Angerburg, Lötzen, Seehesten und Rhein sowie dem Erbamt Neuhoff
7. Kreis Oletzko, gebildet aus den Hauptämtern Oletzko, Lyck und Johannisburg
8. Kreis Mohrungen, gebildet aus den Hauptämtern Preußisch Holland, Liebstadt, Mohrungen, Osterode und Hohenstein sowie dem Erbamt Deutsch Eylau
9. Kreis Marienwerder, gebildet aus den Hauptämtern Riesenburg, Marienwerder und Preußisch Mark sowie dem Erbamt Schönberg
10. Kreis Neidenburg, gebildet aus den Hauptämtern Ortelsburg, Neidenburg und Soldau sowie dem Erbamt Gilgenburg

Die Landräte der neuen Kreise sollten in für ihren jeweiligen Kreis die Gegenstände des Geschäftskreises der Kriegs- und Domänenkammern wahrnehmen.
Seit den preußischen Gebietsgewinnen im Rahmen der ersten Polnischen Teilung von 1772 wurde das historische Herzogtum Preußen als Ostpreußen bezeichnet, zur Unterscheidung von Westpreußen, das im Wesentlichen aus dem alten Königlich Preußen hervorging. Der Kreis Marienwerder wurde von Ostpreußen an Westpreußen abgegeben, während das vom Königreich Preußen hinzugewonnene Ermland zu Ostpreußen kam und in zwei landrätliche Kreise gegliedert wurde:
1. Kreis Heilsberg, gebildet aus den alten ermländischen Ämtern Allenstein, Bischofsburg, Bischofstein, Heilsberg, Rößel, Seeburg und Wartenburg
2. Kreis Braunsberg, gebildet aus den alten ermländischen Ämtern Braunsberg, Frauenburg, Guttstadt, Mehlsack und Wormditt

Von Robert Hue de Grais ist eine handschriftliche Liste der Landräte in Ostpreußens Regierungsbezirken Königsberg, Gumbinnen und Marienwerder überliefert. Robert von Lucius gibt sie 2021 als Dauerleihgabe in das Thüringische Staatsarchiv Gotha.

## Die ostpreußischen Landkreise 1818–1945

Verwaltungsgliederung der Provinz Ostpreußen (1905):
Regierungsbezirk Königsberg
Regierungsbezirk Gumbinnen
Regierungsbezirk Allenstein

Im Rahmen der seit 1807 durchgeführten preußischen Verwaltungsreformen ergab sich mit der „Verordnung wegen verbesserter Einrichtung der Provinzialbehörden“ vom 30. April 1815 die Notwendigkeit einer umfassenden Kreisreform in ganz Ostpreußen, da sich die 1752 eingerichteten Kreise als unzweckmäßig und zu groß erwiesen hatten. Ostpreußen wurde nunmehr in 35 landrätliche Kreise sowie den Stadtkreis Königsberg eingeteilt. Die neue Kreiseinteilung trat im Regierungsbezirk Königsberg am 1. Februar 1818 in Kraft und erfuhr zum 1. April 1819 noch einige Änderungen der Kreisgrenzen sowie der Kreisnamen. Im Regierungsbezirk Gumbinnen wurden die neuen Kreise zum 1. September 1818 eingerichtet.
Die meisten der 1818/1819 gebildeten Kreise bestanden weitgehend unverändert bis zum Untergang Ostpreußens 1945. In wenigen Fällen kam es zu Zusammenschlüssen oder Umbenennungen von Kreisen oder zur Ausgliederung von Städten. Eine größere Veränderung brachte das Jahr 1920, als einige Restgebiete der größtenteils an Polen gefallenen Provinz Westpreußen an Ostpreußen angegliedert wurden. Ostpreußen war dadurch in der Weimarer Republik eine Exklave ohne Landverbindung zum übrigen Reichsgebiet. Ost- und Westpreußen bildeten von 1829 bis 1878 die gemeinsame Provinz Preußen mit Sitz in Königsberg, was aber keine Auswirkung auf die hier beschriebene Kreiseinteilung hatte.
Abkürzungen
RB: Regierungsbezirk
G: Regierungsbezirk Gumbinnen (östliches Ostpreußen)
K: Regierungsbezirk Königsberg (westliches Ostpreußen)
W: Regierungsbezirk Westpreußen mit Sitz in Marienwerder (1920 an Ostpreußen angeschlossene, bisher westpreußische Kreise)
K / A: Regierungsbezirk Königsberg, ab 1905 Regierungsbezirk Allenstein (südwestliches Ostpreußen)
G / A: Regierungsbezirk Gumbinnen, ab 1905 Regierungsbezirk Allenstein (südöstliches Ostpreußen)
K / G: Regierungsbezirk Königsberg, ab 1939 Regierungsbezirk Gumbinnen (östliches Ostpreußen)
Farben
- Die gelb markierten Landkreise gehörten ursprünglich zu Westpreußen und kamen erst 1920 als Reste dieser damals „verlorenen“ Provinz zu Ostpreußen. Sie gehörten also nur 1920–45 zu Ostpreußen.
- Die grün markierten Landkreise waren dagegen ursprünglich ostpreußisch, wurden 1920 jedoch von Deutschland abgetrennt und bildeten das offiziell vom Völkerbund, in der Praxis jedoch von Frankreich kontrollierte Memelland, das 1923 von Litauen besetzt wurde und erst Anfang 1939 nach einem deutschen Ultimatum an Deutschland zurückgegeben wurde. Sie gehörten demnach 1920–1939 nicht zu Ostpreußen.

| Landkreis/ kreisfreie Stadt | RB    | Sitz                           | Wichtige Orte                                              | von  | bis  | Bemerkungen | Bilder                                              |
| --------------------------- | ----- | ------------------------------ | ---------------------------------------------------------- | ---- | ---- | --- | --------------------------------------------------- |
| Allenstein (Stadt)          | A     | Allenstein                     |                                                            | 1910 | 1945 | Die ermländische Stadt an der Alle ist die größte im südlichen Ostpreußen. Wie viele Städte der Region ging sie aus einer Burg des Deutschen Ordens hervor. Sie war 1910 kreisfrei und gehörte bis dahin im Kreis Allenstein. Ab 1905 war sie Verwaltungssitz des neuen Regierungsbezirks Allenstein. Bei der Volksabstimmung 1920 stimmten 98 % der städtischen Bevölkerung für Deutschland. Allenstein/Olsztyn ist heute Hauptstadt der polnischen Provinz Woiwodschaft Ermland-Masuren.                | Allenstein, Jacobikirche                            |
| Allenstein                  | K / A | Allenstein                     | Wartenburg                                                 | 1818 | 1945 | Der Kreis Allenstein lag im Ermland im Südwesten Ostpreußens. 1905 wurde er dem neugebildeten Regierungsbezirk Allenstein zugeordnet. Die Stadt Allenstein wurde 1910 kreisfrei. Durch das Kreisgebiet verliefen die Bahnlinien Danzig–Lyck und Thorn–Tilsit. In etwas größerem Umfang besteht heute der polnische Landkreis Allenstein (Powiat Olsztyński). | Synagoge in Wartenburg                              |
| Angerapp                    |       |                                |                                                            |      |      | siehe Darkehmen |                                                     |
| Angerburg                   | G     | Angerburg                      |                                                            | 1818 | 1945 | Dieser Kreis lag im nördlichen Masuren in der Mitte der Provinz, an der Angerapp und dem Mauersee. 1914 kam es im Kreisgebiet zu schweren Kampfhandlungen. Die Patenschaft für den ehemaligen Kreis Angerburg übernahm nach dem Krieg der Landkreis Rotenburg (Wümme). Der polnische „Angerburger Kreis“ Powiat Węgorzewski umfasst ein ähnliches, aber nicht dasselbe Gebiet wie der ehemalige deutsche Landkreis.                                                                                       | Angerburg                                           |
| Bartenstein (Friedland)     | K     | Bartenstein                    | Domnau, Friedland, Schippenbeil                            | 1818 | 1945 | Der Kreis hieß bis 1927 Kreis Friedland. Die Kreisverwaltung befand sich anfangs in der Stadt Friedland, ab 1845 in Domnau, und ab 1902 in Bartenstein. Nach 1945 wurde das Kreisgebiet zwischen der Sowjetunion und Polen geteilt. | Bartenstein, Heilsberger Tor                        |
| Braunsberg                  | K     | Braunsberg                     | Frauenburg, Mehlsack, Wormditt                             | 1818 | 1945 | Der Kreis lag im Ermland am Frischen Haff zwischen Königsberg und Elbing. Heute gibt es, in anderen Grenzen, einen polnischen Powiat Braniewski („Braunsberger Landkreis“). | Der Frauenburger Dom, die Kathedrale des Ermlands   |
| Darkehmen (Angerapp)        | G     | Darkehmen (Angerapp)           |                                                            | 1818 | 1945 | Der Kreis lag im Osten der Provinz, etwas südlich von Insterburg und Gumbinnen. Kreis und Kreisstadt wurden 1938 in Angerapp umbenannt. Auch in der heute russischen Region gibt es einen Kreis Darkehmen, den Rajon Osjorsk. | Marktplatz in Darkehmen                             |
| Ebenrode                    |       |                                |                                                            |      |      | siehe Stallupönen |                                                     |
| Elbing (Stadt)              | W     | Elbing                         |                                                            | 1920 | 1945 | Gehörte zur Provinz Westpreußen (Regierungsbezirk Danzig). 1874 kreisfrei, bis dahin im Kreis Elbing. 1920 der Provinz Ostpreußen und dem Regierungsbezirk Westpreußen zugeteilt. | Nicolaikirche                                       |
| Elbing                      | W     | Elbing                         | Tolkemit                                                   | 1920 | 1945 | Dieser am Frischen Haff gelegene Kreis gehörte zur Provinz Westpreußen (Regierungsbezirk Danzig) und kam, 1920 durch Abtrennung des größten Teils Westpreußens an Polen um etwa 25 % verkleinert, zur Provinz Ostpreußen und dem Regierungsbezirk Westpreußen. Auch heute gibt es in Polen einen Powiat Elbląski. | Tolkemit, Pfarrkirche St. Jakobus                   |
| Elchniederung               |       |                                |                                                            |      |      | siehe Niederung |                                                     |
| Fischhausen                 | K     | Fischhausen                    | Pillau, Cranz, Rauschen, Palmnicken                        | 1818 | 1939 | Der Kreis umfasste die bekanntesten ostpreußischen Seebäder an der Bernsteinküste und den wichtigen Marinehafen Pillau. 1939 mit dem östlichen Nachbarkreis zum Landkreis Samland vereinigt. | Cranz                                               |
| Friedland                   |       |                                |                                                            |      |      | siehe Bartenstein |                                                     |
| Gerdauen                    | K     | Gerdauen                       | Nordenburg                                                 | 1818 | 1945 | Der dünnbesiedelte Kreis lag im Zentrum Ostpreußens am Fluss Alle. Gerdauen wurde im Ersten Weltkrieg stark zerstört. Das Gebiet gehört heute zum russischen Landkreis Rajon Prawdinsk (Friedland) im Grenzgebiet zum polnischen Teil Ostpreußens. | Gerdauen, Landratsamt                               |
| Goldap                      | G     | Goldap                         | Mehlkehmen, Rominten, Szittkehmen                          | 1818 | 1945 | Der Landkreis lag ganz im Osten der Provinz an der Grenze zu Russland, nach dem Ersten Weltkrieg zu Polen. Zum Kreisgebiet gehörte die Rominter Heide, ein bekanntes Jagdrevier der preußischen Könige. Die Region ist heute zwischen Polen und Russland geteilt. | Rominter Heide                                      |
| Gumbinnen                   | G     | Gumbinnen                      | Judtschen                                                  | 1818 | 1945 | Gumbinnen im Nordosten Ostpreußens war Verwaltungssitz für den Regierungsbezirk Gumbinnen, also den Ostteil der Provinz. Durch Kreis und Stadt verliefen die Preußische Ostbahn und die Reichsstraße 1 von Königsberg zur Reichsgrenze in Eydtkuhnen. | Königliches Regierungsgebäude in Gumbinnen          |
| Heiligenbeil                | K     | Heiligenbeil                   | Zinten                                                     | 1818 | 1945 | Der Kreis lag im westlichen Ostpreußen am Frischen Haff zwischen Elbing und Königsberg und besaß durch die dortigen Häfen, die Preußische Ostbahn und die Autobahn große verkehrliche Bedeutung. 1939 hatte der Kreis 53.207 Einwohner. Durch die Kampfhandlungen und sowjetische Kriegsverbrechen kamen 1945 ungefähr 20 % der Kreisbevölkerung ums Leben. Das Gebiet gehört heute zum russischen Landkreis Bagrationowsk (Preußisch Eylau) und zum polnischen Landkreis Powiat Braniewski (Braunsberg). |                                                     |
| Heilsberg                   | K     | Heilsberg                      | Guttstadt                                                  | 1818 | 1945 | Der Kreis lag im Ermland im westlichen Ostpreußen, ungefähr auf halbem Weg zwischen Königsberg und Allenstein. Heilsberg ist auch heute wieder Sitz eines polnischen Landkreises, des Powiat Lidzbarski. | Heilsberg, Hochburg der Bischöfe des Ermlands       |
| Heydekrug                   | G     | Heydekrug                      | Russ                                                       | 1818 | 1945 | Heydekrug war der zweitnördlichste Landkreis Deutschlands und reichte von der Grenze zu Litauen bis ans Kurische Haff. Das Mündungsarme der Memel erreichten hier das Haff. Die Region war das Siedlungsgebiet des altpreußischen Stamms der Schalauer. Sie gehört heute größtenteils zum litauischen Landkreis Šilutė (Heydekrug), der Südteil liegt im russischen Rajon Slawsk (Heinrichswalde). | Mündungsdelta der Memel bei Russ und Kurisches Haff |
| Insterburg (Stadt)          | G     | Insterburg                     |                                                            | 1902 | 1945 | Während das nahe Gumbinnen als Regierungssitz das administrative Zentrum des östlichen Ostpreußens war, war Insterburg seine größte Stadt und sein Wirtschafts- und Verkehrsmittelpunkt. 1902 wurde die Stadt kreisfrei, bis dahin gehörte sie zum Kreis Insterburg. Heute trägt sie den Namen des Generals Tschernjachowski, einem der Verantwortlichen für die Kriegsverbrechen an der ostpreußischen Zivilbevölkerung.                                                                                 | Insterburg, Hindenburgstraße                        |
| Insterburg                  | G     | Insterburg                     | Norkitten                                                  | 1818 | 1945 | Die Stadt Insterburg wurde 1902 kreisfrei und verließ den Kreis. Durch das Kreisgebiet verliefen die Hauptverkehrsachsen von Königsberg nach Russland, die Preußische Ostbahn und die 1835 eröffnete Chaussee, die ab 1932 den Namen Reichsstraße 1 trug. In Norkitten lagen die anhalt-dessauischen Güter Leopolds I., des „Alten Dessauers“. Die Flüsse Angerapp und Inster vereinigen sich hier zum Pregel, dem längsten Fluss des zentralen Ostpreußen.                                               | Der Schlossteich in Insterburg                      |
| Johannisburg                | G     | Johannisburg                   | Arys, Bialla (Gehlenburg)                                  | 1818 | 1945 | Der Kreis lag in Masuren im südöstlichen Ostpreußen, in einem der entlegensten Winkel des Deutschen Reichs. In veränderten Grenzen besteht heute der polnische Powiat Piski (Johannisburger Landkreis). | Die Verlobungsinsel im Aryssee                      |
| Königsberg (Stadt)          | K     | Königsberg                     |                                                            | 1818 | 1945 | Die ostpreußische Hauptstadt Königsberg gehörte nie einem Kreis an. Die Stadt war, bevor Berlin diese Rolle übernahm, preußische Hauptstadt. Sie gehörte sie zu den größten deutschsprachigen Städten und war bis ins 19. Jh. größer als etwa Frankfurt, München oder Köln. | Königliches Schloss in Königsberg                   |
| Königsberg                  | K     | Königsberg                     |                                                            | 1818 | 1939 | 1905 und 1927–29 verlor der Landkreis zahlreiche Orte durch Eingemeindung an die Stadt Königsberg. 1939 wurden weitere Gemeinden an Königsberg abgegeben und der verbleibende Teil des Landkreises mit dem westlich benachbarten Landkreis Fischhausen zum neuen Landkreis Samland zusammengeschlossen. | Kirche von Juditten                                 |
| Kreuzburg                   |       |                                |                                                            |      |      | siehe Preußisch Eylau |                                                     |
| Labiau                      | K     | Labiau                         |                                                            | 1818 | 1945 | Der Kreis lag nordöstlich von Königsberg am Kurischen Haff und wurde von der Deime durchflossen. Zu seinem Territorium gehörte das Moorgebiet Großes Moosbruch. In Russland besteht heute ebenfalls ein Kreis Labiau, der Rajon Polessk. | Schloss und Hafen in Labiau                         |
| Lötzen                      | G / A | Lötzen                         | Rhein                                                      | 1818 | 1945 | Der Kreis lag im Südosten der Provinz, im Gebiet der Masurischen Seenplatte. Der Löwentinsee gehörte zum Kreisgebiet. 1905 kam der Kreis zum neuen Regierungsbezirk Allenstein. Der heutige Powiat Giżycki (Lötzener Kreis) umfasst ein ähnliches Gebiet wie der ehemalige ostpreußische Landkreis. | Der Löwentinsee                                     |
| Lyck                        | G / A | Lyck                           | Prostken, Pissanitzen (Ebenfelde), Kallinowen (Dreimühlen) | 1818 | 1945 | Dieses Gebiet lag in Masuren im äußersten Südosten der Provinz an der Grenze zu Polen. Hier verkehrten die Ostpreußische Südbahn und die Lycker Kleinbahnen. Der Kreis war Schauplatz einiger Romane des 1926 in Lyck geborenen Schriftstellers Siegfried Lenz. | Bartossen bei Lyck                                  |
| Marienburg                  | W     | Marienburg                     |                                                            | 1920 | 1945 | Der ursprünglich westpreußische Kreis lag beiderseits der Nogat zwischen Danzig und Elbing. Durch die deutschen Gebietsverluste gemäß dem Versailler Vertrag wurde der Kreis geteilt, die Gebiete westlich des Flusses kamen an die Freie Stadt Danzig, die deutsch bleibenden östlichen an die Provinz Ostpreußen. Heute gibt es einen polnischen Powiat Malborski (Marienburger Kreis) beiderseits der Nogat.                                                                                           | Die Marienburg, davor die Nogat                     |
| Marienwerder                | W     | Marienwerder                   | Garnsee                                                    | 1920 | 1945 | Bereits bei der Einteilung Ostpreußens in zehn „Kreise“ unter Friedrich II. 1752 wurde ein „Kreis Marienwerder“ geschaffen, der ab 1773 zu Westpreußen gehörte. Der Landkreis im modernen Sinne entstand bei der Reform 1818 und kam 1920, nach Verlust des größten Teils Westpreußens, nach einer Volksabstimmung zur Provinz Ostpreußen. | Ordensburg und Dom                                  |
| Memel (Stadt)               | K / G | Memel                          |                                                            | 1918 | 1945 | Die Hafenstadt Memel war die nördlichste im Deutschen Reich. Sie liegt am Memeler Tief, der einzigen Verbindung des Kurischen Haffs mit der Ostsee, von der sie sonst durch die Kurische Nehrung getrennt ist. Auch der gleichnamige Memel erreicht hier schließlich das Meer. 1920–39 war Memel die Hauptstadt des von Deutschland abgetrennten und 1923 von Litauen besetzten Memellands. | Memel                                               |
| Memel                       | K / G | Memel                          | Nidden, Schwarzort, Prökuls                                | 1818 | 1945 | Memel war der nördlichste deutsche Landkreis. Das Kreisgebiet bestand aus einem Stück Festland am nördlichen Ende des Kurischen Haffs sowie aus dem nördlichsten Stück der Kurischen Nehrung, der langen schmalen Landzunge, die Haff und Ostsee voneinander trennt. In Litauen gibt es heute wieder einen Landkreis Klaipėda (Memel) mit veränderten Außengrenzen. | Kurische Nehrung                                    |
| Mohrungen                   | K     | Mohrungen                      | Saalfeld, Liebstadt                                        | 1752 | 1945 | Bereits ab 1752 gab es im Südwesten Ostpreußens einen Kreis Mohrungen. Durch die Reformen 1818 entstand ein neuer, kleinerer Kreis dieses Namens. Sein Gebiet lag ungefähr in der Mitte zwischen Elbing und Allenstein. Der Ostteil des ehemaligen Landkreises gehört heute zum Powiat Ostródzki, der Westen zum Powiat Iławski. |                                                     |
| Neidenburg                  | K / A | Neidenburg                     | Soldau, Illowo (Kreis Neidenburg), Heinrichsdorf           | 1752 | 1945 | Auch einen Kreis Neidenburg gab es im Oberland bereits seit 1752. Bei der Reform 1818 wurde der Kreis Ortelsburg abgetrennt. Trotz eines eindeutigen Ergebnisses der Volksabstimmung wurde der westliche Kreisteil um Soldau 1920 abgetrennt und an Polen gegeben, was nach Kriegsausbruch und Besetzung 1939 rückgängig gemacht wurde. Die Region gehört heute zu den polnischen Landkreisen Powiat Nidzicki (Neidenburg) und Powiat Działdowski (Soldau).                                               |                                                     |
| Niederung (Elchniederung)   | G     | Heinrichswalde                 | Kaukehmen (Kuckerneese)                                    | 1818 | 1945 | Im Norden der Provinz, am Kurischen Haff und beiderseits des Gilgestrom, eines Mündungsarms der Memel, lag der Kreis Niederung. Den größten Teil des Gebiets nahm die Elchniederung ein, nach der der Kreis 1938 auch benannt wurde. Der Kreis besaß eine eigene Kleinbahn, die Elchniederungsbahn. |                                                     |
| Oletzko                     |       |                                |                                                            |      |      | siehe Treuburg |                                                     |
| Ortelsburg                  | K / A | Ortelsburg                     | Passenheim, Willenberg                                     | 1818 | 1945 | Im masurischen Kreis Ortelsburg stellten die Masuren und Polen die Bevölkerungsmehrheit, entschieden sich bei der Volksabstimmung 1920 aber fast einstimmig für Deutschland und gegen Polen. Das Kreisgebiet im altpreußischen Gau Galinden entspricht etwa dem heutigen polnischen Landkreis Powiat Szczycieński. | Der Kalbensee bei Passenheim                        |
| Osterode                    | K / A | Osterode                       | Gilgenburg, Hohenstein, Liebemühl                          | 1818 | 1945 | Durch diesen Kreis im Südwesten Ostpreußens verliefen die Passarge, die Drewenz und der Oberländische Kanal. Die Kernsdorfer Höhe war die höchste Erhebung Ostpreußens. Im Kreisgebiet fand 1914 die Schlacht bei Tannenberg statt. Nach Abtrennung Westpreußens von Deutschland wurde der Kreis zur Grenzregion und musste selbst einige Gemeinden an Polen abtreten. | Oberländischer Kanal                                |
| Pillkallen                  | G     | Pillkallen (Schloßberg)        | Schirwindt, Lasdehnen (Haselberg)                          | 1818 | 1945 | Dieser Landkreis lag im äußersten Nordosten der Provinz und damit auch ganz Deutschlands. Im Kreis verkehrte die Pillkaller Kleinbahn. 1914 und 1945 wurde die Region durch russische Truppen zerstört. Der heutige russische Landkreis Rajon Krasnosnamensk hat seinen Sitz in Lasdehnen. | Die Scheschuppe und die Kirche von Lasdehnen        |
| Pogegen                     | G     | Pogegen                        | Schmalleningken, Übermemel                                 | 1920 | 1939 | Der Kreis entstand im soeben von Deutschland abgetrennten Memelland aus den nördlich der Memel liegenden Resten der Kreise Ragnit, Tilsit und Niederung sowie dem Tilsiter Stadtteil Übermemel. Im März 1939 wieder deutsch geworden, wurde der Kreis im Oktober größtenteils mit Tilsit-Ragnit zusammengeschlossen. Im Kreisgebiet verkehrte die Kleinbahn Pogegen–Schmalleningken. | Landschaft an Jura und Memel                        |
| Preußisch Eylau (Kreuzburg) | K     | Preußisch Eylau                | Kreuzburg, Landsberg                                       | 1818 | 1945 | Der Kreis Preußisch Eylau leg etwas südlich von Königsberg. Im ersten Jahr seines Bestehens hieß er „Kreis Kreuzburg“, auch das Landratsamt befand sich zunächst in Kreuzburg. Durch den Kreis verlief die Ostpreußische Südbahn. Der heutige russische Kreis Rajon Bagrationowsk liegt unmittelbar an der Grenze zum polnischen Süd-Ostpreußen, Preußisch Eylau ist heute eine Grenzübergangsstelle. | Marktplatz in Kreuzburg                             |
| Preußisch Holland           | K     | Preußisch Holland              | Mühlhausen                                                 | 1818 | 1945 | Im Oberland, nahe der westpreußischen Stadt Elbing lag der Kreis Preußisch Holland. Die Preußische Ostbahn und der Oberländische Kanal sowie die Flüsse Passarge, Weeske und Sorge führten durchs Kreisgebiet, das heute zum polnischen Powiat Elbląski (Elbinger Landkreis) gehört. | Das Steintor in Preußisch Holland                   |
| Ragnit                      | G     | Ragnit                         |                                                            | 1818 | 1922 | 1920 verlor der Landkreis durch die Abtretung des Memellands an Litauen einen Teil seines Gebiets. 1922 wurde er deshalb mit dem ebenfalls verkleinerten Kreis Tilsit zum Kreis Tilsit-Ragnit zusammengeschlossen. | Das untergegangene Dorf Ballupönen                  |
| Rastenburg                  | K     | Rastenburg                     | Barten, Drengfurth, Korschen                               | 1818 | 1945 | Im alten preußischen Gau Barten in der Mitte Ostpreußens lag der Kreis Rastenburg. In der Gemeinde Korschen kreuzten sich zwei wichtige Eisenbahnlinien. Im Kreisgebiet entstand 1940 Hitlers Hauptquartier „Wolfsschanze“, von wo aus der Angriff auf die Sowjetunion gesteuert wurde. Der Großteil des ehemaligen Kreisgebiets gehört heute zum polnischen Powiat Kętrzyński an der russischen Grenze.                                                                                                  | Rastenburg, Georgskirche                            |
| Rosenberg                   | W     | Rosenberg                      | Deutsch Eylau, Riesenburg, Freystadt, Bischofswerder       | 1818 | 1945 | Im Osten Westpreußens, in der Landschaft Pomesanien, lag der Kreis Rosenberg. Er kam als deutsch gebliebener Rest des nun polnischen Westpreußen 1920 nach einer Volksabstimmung zu Ostpreußen. In der größten Stadt des Kreises, Deutsch Eylau, kreuzten sich die Bahnlinien Thorn–Allenstein und Danzig-Soldau. Das Gebiet gehört heute zum polnischen Landkreis Powiat Iławski (Deutsch Eylau). | Deutsch Eylau                                       |
| Rößel                       | K / A | Bischofsburg                   | Rößel, Seeburg, Bischofstein                               | 1818 | 1945 | Der Kreis lag im Zentrum Ostpreußens. Bischofsburg war ab 1862 Kreisstadt. Das Kreisgebiet gehört heute zu den polnischen Kreisen Powiat Bartoszycki (Bartenstein), Powiat Kętrzyński (Rastenburg) und Powiat Olsztyński (Allenstein). | Ordensschloss Rößel                                 |
| Samland                     | K     | Fischhausen                    |                                                            | 1939 | 1945 | |                                                     |
| Schloßberg                  |       |                                |                                                            |      |      | siehe Pillkallen |                                                     |
| Sensburg                    | G / A | Sensburg                       |                                                            | 1818 | 1945 | |                                                     |
| Stallupönen (Ebenrode)      | G     | Stallupönen                    | Eydtkuhnen                                                 | 1818 | 1945 | |                                                     |
| Stuhm                       | W     | Stuhm                          |                                                            | 1818 | 1945 | |                                                     |
| Tilsit (Stadt)              | G     | Tilsit                         |                                                            | 1896 | 1945 | Seit 1896 kreisfrei, bis dahin im Kreis Tilsit. Tilsit war die größte Stadt im nördlichen Ostpreußen und berühmt für Holzindustrie und Käseproduktion. Durch die Abtrennung des Memellands 1920 wurde die Stadt geteilt. 1939 wiedervereint, bildet heute die Memel wiederum eine Staatsgrenze, nun zwischen Russland und Litauen. | Marktplatz in Tilsit                                |
| Tilsit                      | G     | Tilsit                         |                                                            | 1818 | 1922 | Die Stadt Tilsit trat 1896 aus dem Kreis aus. 1920 verlor der Landkreis durch die Abtretung des Memellands an Litauen den größten Teil seines Gebiets. 1922 wurde er deshalb mit dem ebenfalls verkleinerten Kreis Ragnit zum Kreis Tilsit-Ragnit zusammengeschlossen. | Die Memelbrücke in Tilsit                           |
| Tilsit-Ragnit               | G     | Tilsit                         | Ragnit                                                     | 1922 | 1945 | Aus dem Zusammenschluss der nach Abtrennung des Memellands deutsch gebliebenen Teile der Kreise Tilsit und Ragnit entstand 1922 dieser Landkreis. Er umfasste die südlich der zum Grenzfluss gewordenen Memel gelegenen Gebiete. Nach der Rückgabe des Memellands an Deutschland 1939 wurde auch der dort geschaffene Kreis Pogegen größtenteils an Tilsit-Ragnit angeschlossen. | Die Ordensburg in Ragnit                            |
| Treuburg (Oletzko)          | G     | Treuburg (Oletzko/Marggrabowa) | Schwentainen (Altenkirchen), Kowahlen (Reimannswalde)      | 1818 | 1945 | Dieser Landkreis lag an der Ostgrenze Ostpreußens und Masurens, abseits großer Verkehrswege in einem der fernsten Winkel des Deutschen Reichs. Den Namen verdanken Stadt und Kreis der Volksabstimmung 1920, bei der 28.625 Bewohner für Deutschland und nur zwei für Polen stimmten. Der heutige polnische Landkreis Powiat Olecki entspricht weitgehend dem früheren deutschen. | Landratsamt in Treuburg                             |
| Wehlau                      | K     | Wehlau                         | Tapiau                                                     | 1818 | 1945 | Etwas östlich von Königsberg, an der Bahnlinie und der Reichsstraße 1 nach Insterburg und zum Grenzübergang Eydtkuhnen, an der Mündung der Alle in den Pregel, lag der Landkreis Wehlau. Der heutige russische Landkreis Rajon Gwardeisk hat seinen Sitz nicht mehr im 1945 völlig zerstörten Wehlau, sondern in Tapiau. | Die Pregelbrücke in Wehlau                          |
| Zinten                      |       |                                |                                                            |      |      | siehe Heiligenbeil |                                                     |

## Umbenennungen von Kreisen
Viele Ortsnamen im nördlichen Ostpreußen sind baltischen Ursprungs (prußisch oder litauisch), viele Ortsnamen im Süden der Provinz slawischen Ursprungs (masurisch, kaschubisch, ermländisch oder polnisch). In der NS-Zeit wurden viele dieser jahrhundertealten Ortsnamen durch „deutsche“ Bezeichnungen ersetzt. Zum Teil waren diese deutschen Namen korrekte Übersetzungen, oft aber auch (wie auch nach 1945 bei vielen der polnischen und fast allen russischen Ortsnamen) freie Erfindungen. Diese Umbenennungen betrafen auch einige Landkreise. Diese Liste stellt die traditionellen Bezeichnungen – also den Stand von 1933 – dar (also z. B. Darkehmen statt Angerapp), der kurzlebige Name der NS-Zeit ist dahinter in Klammern angegeben. Die vereinzelten Umbenennungen während der Monarchie und der Republik (z. B. Oletzko/Treuburg 1928) sind jedoch berücksichtigt.
In der Zeit von 1818 bis 1945 gab es folgende Umbenennungen von Landkreisen:
| Alter Name  | Umbenennung | Neuer Name          | Anlass                                                     |
| ----------- | ----------- | ------------------- | ---------------------------------------------------------- |
| Kreuzburg   | 1819        | Preußisch Eylau     | Verlegung der Kreisverwaltung                              |
| Zinten      | 1819        | Heiligenbeil        | Verlegung der Kreisverwaltung                              |
| Friedland   | 1927        | Bartenstein         | Verlegung der Kreisverwaltung                              |
| Oletzko     | 1933        | Treuburg            | Die Stadt Treuburg erhielt ihren neuen Namen bereits 1928. |
| Darkehmen   | 1938        | Angerapp            | „Darkehmen“ ist ein Name baltischen Ursprungs.             |
| Niederung   | 1938        | Elchniederung       |                                                            |
| Pillkallen  | 1938        | Schloßberg (Ostpr.) | „Pillkallen“ ist ein Name baltischen Ursprungs.            |
| Stallupönen | 1938        | Ebenrode            | „Stallupönen“ ist ein Name baltischen Ursprungs.           |

In Preußen waren „Landkreise“ nur solche Verwaltungseinheiten, die von einer ihnen selbst nicht angehörenden kreisfreien Stadt gleichen Namens aus verwaltet wurden, alle anderen Einheiten hießen „Kreis“.

## Regierungsbezirke
Die ostpreußischen Kreise gehörten zu insgesamt vier Regierungsbezirken.
Ab 1808 war die spätere Provinz in zwei Regierungsbezirke eingeteilt: den Regierungsbezirk Ostpreußen zu Königsberg und den Regierungsbezirk Litthauen zu Gumbinnen, die später nur noch nach dem Verwaltungssitz bezeichnet wurden. Die Regierungsbezirke bestanden im Prinzip schon seit 1723 unter der Bezeichnung Kriegs- und Domänenkammern. Dabei umfasste der Königsberger Bezirk den Westen der Provinz, Gumbinnen den Osten.
1905 erhielt der Süden der Provinz eine eigene Mittelbehörde, den Regierungsbezirk Allenstein. Diesem wurden sechs Kreise aus dem Königsberger und vier aus dem Gumbinner Bezirk zugeteilt.
1920 wurden fünf bisher westpreußische Landkreise (das Abstimmungsgebiet Marienwerder sowie Stadt und Kreis Elbing) an Ostpreußen angegliedert. Sie bildeten hier einen neuen Regierungsbezirk Westpreußen mit Sitz in Marienwerder. Diese Stadt war bis dahin Verwaltungssitz des westpreußischen Regierungsbezirks Marienwerder.

## Kreisfreie Städte
In Ostpreußen gab es neben den Landkreisen insgesamt sechs kreisfreie Städte (Stadtkreise). Die Hauptstadt Königsberg gehörte nie einem Kreis an, die Städte Tilsit, Insterburg, Allenstein und Memel traten 1896, 1902, 1910 und 1918 aus ihren Landkreisen aus. Die westpreußische Stadt Elbing war seit 1874 kreisfrei und kam 1920 zu Ostpreußen.
| Stadt      | kreisfrei | ehem. Landkreis  | Einwohner* |
| ---------- | --------- | ---------------- | ---------- |
| Allenstein | 1910      | Kreis Allenstein | 43.000     |
| Elbing     | 1874      | Kreis Elbing     | 76.000     |
| Insterburg | 1902      | Kreis Insterburg | 49.000     |
| Königsberg | 1818      |                  | 370.000    |
| Memel      | 1918      | Kreis Memel      | 50.000     |
| Tilsit     | 1896      | Kreis Tilsit     | 57.000     |

(* alle Einwohnerzahlen von 1939)

## Ausdehnung Ostpreußens während der Besetzung Polens 1939–1945
Während der Besetzung Polens im Zweiten Weltkrieg wurden Teile der polnischen Kernregion Masowien, die außer einem kurzen Intermezzo während der napoleonischen Kriege nie zu Preußen oder Deutschland gehört hatten, annektiert und formal an die Provinz Ostpreußen angeschlossen. Da es sich hierbei aber nicht um historisches ostpreußisches oder auch nur deutsches Gebiet handelte, werden die kurzlebigen Landkreise dieser besetzten Gebiete hier nicht aufgeführt. Das fragliche Gebiet hatte bei etwa 900.000 Einwohnern nur 15.000 deutschstämmige Bewohner. Näheres zu diesem „Süd-Ostpreußen“ findet sich in den Artikeln Regierungsbezirk Zichenau und Landkreis Sudauen.